# Scaphobaeocera bengalensis
Espèce
Synonymes
- Baeotoxidium bengalense Löbl, 1984 (protonyme)

Scaphobaeocera bengalensis est une espèce de coléoptères de la famille des Staphylinidae et de la sous-famille des Scaphidiinae.

## Répartition et habitat
Cette espèce est décrite du Bengale-Occidental, en Inde, mais également connue du Népal.